# Original Dixieland Jass Band
Original Dixieland Jazz Band («Ориджинал диксиленд джаз-банд», сокр. ODJB, сначала назывался Original Dixieland Jass Band) — американский джазовый оркестр, чей граммофонный сингл 1917 года «Livery Stable Blues» считается первой в мире изданной джазовой записью.
Группа не была ни первым в мире джазовым исполнителем, ни, как пишет музыкальный сайт AllMusic, «уж обязательно лучшим музыкальным коллективом всех времён», но они были первой джазовой группой, которая стала записываться, и в 1917—1923 годах (особенно первые несколько лет) «очень много сделали для популяризации джаза».
Их первый сингл «Livery Stable Blues» стал «огромным хитом», дав старт веку джаза. В последующие годы ансамбль записал такие ставшие в будущем джазовыми стандартами вещи, как «Tiger Rag», «At the Jazz Band Ball», «Fidgety Feet», «Sensation», «Clarinet Marmalade», «Margie», «Jazz Me Blues» и «Royal Garden Blues».

## Дискография
- См. «Original Dixieland Jass Band § Recordings» в английском разделе.